# 白光耀斑
白光耀斑是太阳耀斑中极为罕见的一种，由于它能在白光照片中看到，故名。白光耀斑的持续时间一般只有几分钟，而且是出現時會緊鄰著巨大的黑子群（肉眼可見）。
第一个白光耀斑是在1859年的时候，英国天文爱好者卡林顿发现的。由于其极为罕见，全世界记录到这一现象的次数并不多，而拍摄到光谱的就更少了。